# Karasch (Gemeinde Roman)
Karasch (bulgarisch Караш) ist ein Dorf in den nördlichen Ausläufern des Balkangebirges, im Nordwesten Bulgariens. Es befindet sich in der Gemeinde Roman, Oblast Wraza.

## Geographie
Das Dorf Karasch liegt am rechten hohen Ufer des Flusses Kleiner Iskar. Die Häuser sind amphitheaterartig auf dem vorbalkanischen Bergrücken angeordnet. Die Hauptstraße des Dorfes fällt zum Fluss ab, über den eine Steinbrücke gebaut wurde, die das Dorf mit der Schlucht verbindet, die sich bis zur Stadt Roman erstreckt.

## Geschichte
Seit der Antike ist die Gegend um Karasch besiedelt. Das zentrale Dorf ist auf den Ruinen einer großen thrakischen Siedlung entstanden. Es wurde Schmuck aus Bronze gefunden, der aus dem 7. Jahrhundert v. Chr. stammt. Südlich von Karasch befinden sich die Ruinen der spätantiken und mittelalterlichen Festung Kriwgrad. Hier wurden bildliche Darstellungen von Zeus und Hera gefunden.
Der spätantike Name der Festung Kriwgrad war wahrscheinlich KARAIS, was auf Griechisch Festung bedeutet. Im Laufe der Zeit hat er sich zu Karasch verschliffen.
Auf der Höhe Usoinata befinden sich die Ruinen einer anderen Festung, die in der Spätantike und im bulgarischen Mittelalter aktiv war.
Karasch wurde erstmals mit seinem heutigen Namen in einem osmanischen Dokument aus der Mitte des 15. Jahrhunderts erwähnt. In einem anderen osmanischen Dokument von 1690 wurde Karasch als Dorf angeführt. Laut diesem geht es auch um eine große Haiducken-Vereinigung, die eine Reihe erfolgreicher Aktionen durchführte. Das Dokument erwähnt den Namen des Haiducken Kurmus aus dem Dorf Karasch.
Flussaufwärts stehen die Überreste der Festungsruine Kriwgrad – eine starke Festung im bulgarischen Mittelalter. Die Festung war ein viereckiger Turm, der von Verteidigungsvorrichtungen umgeben war, gebaut aus Kalkstein und Mörtel. Die Ruine ist heute mit Sträuchern bewachsen und schwer zugänglich.
Zur Zeit der nationalen Befreiungskämpfe gab es dort ein revolutionäres Komitee. Eine der illegalen Routen von Wassil Lewski führte durch das Dorf. Das Haus, in dem Lewski im August 1872 wohnte, existiert schon lange nicht mehr, aber an seiner Stelle wurde eine Gedenktafel angebracht.
Im frühen 20. Jahrhundert wurde in Karasch eine Grundschule gebaut, in der Kinder aus den umliegenden 16 Dörfern und Siedlungen unterrichtet wurden. Das Gebäude existiert bis heute noch.
Im Dorf wurde auch ein Krankenhaus gebaut. Wegen endemischer Nierenerkrankungen (Nephritis) und aus wirtschaftlichen Gründen zogen die Bewohner von Karasch und Umgebung massenhaft weg. Die endgültige Aussiedlung aller Bewohner wurde ministeriell am 24.12.1995 beschlossen.
Seit 1996 werden die Häuser in Karasch vom Ministerium für Gesundheit als Lager genutzt.
Heute ist Karasch ein Ferienort mit renovierten und neu gebauten Häusern.

## Kulturelle und Natursehenswürdigkeiten
Die Kirche Hl. Nikola wurde 1863 aus Stein gebaut. Die Wände sind schlicht und nicht mit Ikonen bemalt. 2013 wurde die Dachkonstruktion erneuert und die Wände außen und innen neu verputzt und gestrichen. Trotz ihrer geringen Größe hat die Kirche eine zarte interne Steintreppe aus italienischem Marmor, die zu einem Balkon für einen Kirchenchor führt. Anlässlich der Aussiedelung der Bevölkerung wurden die Ikonen der Kirche dem Metropoliten Kalinik übergeben und bisher noch nicht zurückgebracht.
1948 wurden das Gebäude für die Tschitalischte „Ptschelin“ und das Rathaus errichtet. In der Tschitalischte gibt es einen großen Saal mit Bühne und Orchestergraben und einen Balkon für einen Chor.
Heute ist der Zugang zum Saal des Gemeindezentrums wegen Einsturzgefahr eingeschränkt. Nur die Bibliothek, die Hunderte von Literaturbänden enthält und von einem Bibliothekar betreut wird, ist zugänglich.

## Regelmäßige Ereignisse
Am 20. Juli finden Feierlichkeiten für St. Elias mit einem gemeinsamen Tisch und Blasmusik für Bewohner und Gäste des Dorfes statt.
Der Kirtag findet jeden ersten Samstag im September statt.

## Persönlichkeiten
- Stefan Pentchov Grantcharov (1867–1957), Volksbildner, Lehrer, Botaniker, Gründer des Chores „Eiserne Seiten“, Gründer des Kirchenchores zur Kirche „Hl.Nikola“, Publizist in Karasch
- Georgi Awgarski (1917–1991), Schriftsteller
- Nikola Slatew, Maler
- Wassil Wassilew, Arzt, Gründer des Bulgarischen Roten Kreuzes